# Flashback (альбом)
Flashback — восьмой студийный альбом немецкой поп-рок-группы Fool's Garden, выпущенный 27 ноября 2015 года на лейбле Sony Music Catalog. Также в записи и распространении альбома принимала участие люксембургская компания RTL. Это первый релиз группы, выпущенный после второй смены состава группы.

## Предыстория
Flashback был записан и выпущен спустя около трёх лет после релиза предыдущего альбома Who Is Jo King?. За это время группа пережила вторую смену состава: осенью 2014 года гитарист Габриэль Хольц, покинувший группу в 2007 году, объявил о своём возвращении. В начале 2015 года в коллектив вступил клавишник Торстен Кифер. Ранним летом того же года Fool's Garden покинул Клаус Мюллер, игравший на ударных. Уйдя из группы, Мюллер продолжил своё сольное творчество. На замену ему был приглашён Ян Хис.
В 2015 году Fool's Garden не только впервые с образования представили себя как коллектив, состоящий из шести участников, но также открыли для себя новые горизонты. Для третьего сезона музыкального шоу «Формула-1», транслируемого телеканалом RTL, который выпускался под девизом «90-е», группа исполнила десять кавер-версий песен, добившихся успехов в чартах, в привычном для себя уникальном стиле. За десять следующих друг за другом недель Fool's Garden исполнили каждую песню под руководством ведущего Петера Илльмана.

## Об альбоме
Этот альбом отличается от всех предыдущих альбомов группы, в плане того что данный релиз представляет собой сборник, состоящий из кавер-версий известных хитов девяностых. Среди музыкантов, на песни которых Fool's Garden записали каверы были Depeche Mode, Backstreet Boys, Брюс Спрингстин, Мадонна, Orchestral Manoeuvres in the Dark, Duran Duran, Джоан Осборн, No Doubt и Энни Леннокс. Однако все эти песни были записаны в привычном для Fool's Garden стиле.

«Честно говоря, первоначально мы были настроены скептически касательно этой идеи, так как мы в действительности не кавер-группа и никогда не хотели быть ей. С другой стороны, наши величайшие успехи были в 90-х. Кроме того звукозаписывающая компания и RTL дали нам полную свободу выстраивать песни так, как мы хотели бы, и, в свою очередь, мы были довольны этим. Мы всегда были очень отверженными и стремились к экспериментам. Результат говорит сам за себя, сегодня мы более чем счастливы, что записали этот альбом».
Оригинальный текст (англ.)Honestly, at the beginning we were skeptical about the idea because we actually are no cover band and also do not want to be. On the other hand we had our really big time in the '90s. Besides, the record company and RTL gave us all the freedom to arrange the songs as we wanted and that in turn we liked. We have always been very adventurous and keen to experiment. The result speaks for itself, today we are more than happy that we have recorded this album.— Петер Фройденталер о данном альбоме.
Помимо кавер-версий, в альбоме Flashback присутствуют старые, уже изданные до этого песни группы: перезаписанные версии песен «Wild Days» и «Suzy», выпущенные в 2009 году на сборнике хитов группы High Times — The Best of Fools Garden, студийные версии песен «Welcome Sun», «High Time», а также версии композиций «Innocence» и «Maybe», адаптированные под радиостанции. Из нового материала стоит отметить только романтическую и чувствительную рождественскую версию песни «Lemon Tree», представленную на диске под названием «Lemon Tree (2.0 Version)». Также в качестве бонусного трека в альбом была включена оригинальная студийная запись этой песни.
По мнению RTL, звучание альбома представляет собой музыкальную космическую аутентичность и земную гитарно-ориентированную искреннюю рок- и поп-музыку. Кое-где оно даже принимает инди-направленность, как, к примеру, в плотной атмосферной кавер-версии песни Depeche Mode «Enjoy the Silence». Также было отмечено, что все каверы несут на себе отпечаток независимого стиля Fool's Garden, который тоже усовершенствовался за последние два десятилетия. В заключение было сказано, что Flashback представляет собой экстраординарный и сильный в плане музыки концептуальный альбом.

## Список композиций
| №   | Название                          | Оригинал                          | Длительность |
| --- | --------------------------------- | --------------------------------- | ------------ |
| 1.  | «Lemon Tree (2.0 Version)»        | Fool's Garden                     |              |
| 2.  | «Enjoy The Silence»               | Depeche Mode                      |              |
| 3.  | «Sailing On The Seven Seas»       | Orchestral Manoeuvres in the Dark |              |
| 4.  | «Why»                             | Энни Леннокс                      |              |
| 5.  | «Ordinary World»                  | Duran Duran                       |              |
| 6.  | «Streets Of Philadelphia»         | Брюс Спрингстин                   |              |
| 7.  | «One Of Us»                       | Джоан Осборн                      |              |
| 8.  | «Don't Speak»                     | No Doubt                          |              |
| 9.  | «Frozen»                          | Мадонна                           |              |
| 10. | «I Want It That Way»              | Backstreet Boys                   |              |
| 11. | «Wild Days (Studio Version 2009)» | Fool's Garden                     |              |
| 12. | «Suzy (Studio Version 2009)»      | Fool's Garden                     |              |
| 13. | «Welcome Sun (Studio Version)»    | Fool's Garden                     |              |
| 14. | «High Time (Studio Version)»      | Fool's Garden                     |              |
| 15. | «Innocence (Radio Edit)»          | Fool's Garden                     |              |
| 16. | «Maybe (Radio Edit)»              | Fool's Garden                     |              |

| №   | Название                           | Оригинал      | Длительность |
| --- | ---------------------------------- | ------------- | ------------ |
| 17. | «Lemon Tree (Orig.Studio-Version)» | Fool's Garden |              |

## В записи участвовали
- Петер Фройденталер — вокал
- Фолькер Хинкель — гитара, бэк-вокал, вокал
- Дирк Блюмлейн — бас-гитара
- Габриэль Хольц — гитара
- Торстен Кифер — клавишные
- Ян Хис — ударные

## Выпуск
| Дата           | Регион    | Лейбл              | Формат | Каталог     |
| -------------- | --------- | ------------------ | ------ | ----------- |
| 27 ноября 2015 | Германия  | Sony Music Catalog | CD     | 88875156222 |
| 27 ноября 2015 | Австрия   | Sony Music Catalog | CD     | 88875156222 |
| 27 ноября 2015 | Швейцария | Sony Music Catalog | CD     | 88875156222 |